# Грирсон, Эндрю Джон Чарльз
Э́ндрю Джон Чарльз Гри́рсон (англ. Andrew John Charles Grierson, 1929—1990) — шотландский ботаник, специалист по систематике семейства Сложноцветные.

## Биография
Эндрю Джон Чарльз Грирсон родился в Эдинбурге 24 апреля 1929 года. Учился в Колледже для мальчиков Джорджа Уотсона, затем поступил в Эдинбургский университет. В 1951 году Грирсон окончил университет со степенью по ботанике, сразу после чего стал научным сотрудником Эдинбургского ботанического сада. До 1954 года самые молодые сотрудники ботанического сада Эндрю Грирсон и Иэн Чарльсон Хедж служили в британской армии.
После возвращения из армии Грирсон продолжил работу в Эдинбурге. Под влиянием Б. Л. Бертта и П. Х. Дейвиса он стал изучать флору семейства Сложноцветные.
Грирсон был автором почти 900 страниц текста 5 тома монографии Flora of Turkey, посвящённого сложноцветным. Он не только переработал систематику нескольких важных родов семейства, но и установил границы многих мелких родов, окончательно определил терминологию, употребляемую при описании растений этого семейства.
Эндрю Джон Чарльз Грирсон скоропостижно скончался 11 сентября 1990 года.

## Некоторые научные работы
- Grierson, A.J.C.; Long, D.G. Flora of Bhutan. — Edinburgh, 1983—2002. — ISBN 0-9504270-1-2.

## Виды растений, названные в честь Э. Грирсона
- Astragalus griersonii Podlech, 2004
- [[Bistorta griersonii[фр.]]] Yonek. & H.Ohashi, 2001
- Carex griersonii Noltie, 1993
- Forsskaolea griersonii A.G.Mill. & J.A.Nyberg, 1994
- Gentianella griersonii E.Aitken & D.G.Long, 1994
- Hedychium griersonianum R.M.Sm., 1991
- Impatiens griersonii S.Akiyama, H.Ohba & M.Suzuki, 1992
- Musa griersonii Noltie, 1994
- Onosma griersonii R.R.Mill, 1994
- Tripleurospermum griersonii Yıld., 2010